# Klisoera (Sofia)
Klisoera (Bulgaars: Клисура) is een dorp in het westen van Bulgarije. Zij is gelegen in de gemeente Samokov in de oblast Sofia. Het dorp ligt 15 km van Samokov, 25 km van Doepnitsa en 40 km ten zuiden van de hoofdstad Sofia.

## Bevolking
In de eerste volkstelling van 1934 registreerde het dorp 749 inwoners. In 1946 bereikte het inwonersaantal een hoogtepunt met 980 inwoners. Sindsdien loopt het inwonersaantal in een rap tempo terug. Op 31 december 2019 telde het dorp 199 inwoners.
Alle 208 inwoners reageerden op de optionele volkstelling van 2011 en identificeerden zichzelf als etnische Bulgaren (100%).
Van de 208 inwoners in februari 2011 werden geteld, waren er 11 jonger dan 15 jaar oud (5%), gevolgd door 120 personen tussen de 15-64 jaar oud (58%) en 77 personen van 65 jaar of ouder (37%).
Alino · Beltsjin · Beltsjinski Bani · Beli Iskar · Dolni Okol · Dospej · Dragoesjinovo · Goetsal · Gorni Okol · Govedartsi · Jarebkovitsa · Jarlovo · Klisoera · Kovatsjevtsi · Lisets · Madzjare · Mala Tsarkva · Maritsa · Novo Selo · Popovjane · Prodanovtsi · Radoeil · Rajovo · Relovo · Sjipotsjane · Sjiroki Dol · Samokov · Zlokoetsjene